# Dom Rzemiosła w Radomiu
Dom Rzemiosła w Radomiu – modernistyczny biurowiec z lat 1983–1989, położony w Radomiu przy skrzyżowaniu ulic Focha i Kilińskiego.
Gmach został wybudowany w latach 1983–1989. Projektantami budynku byli Bogusław Blum i Ryszard Stępień. W biurowcu mieści się m.in. Izba rzemieślnicza, Cecha Rzemiosł Różnych, Bank Spółdzielczy Rzemiosła.